# Ted Sorensen
Theodore Chaikin « Ted » Sorensen, né le 8 mai 1928 et mort le 31 octobre 2010, est un conseiller politique, avocat et écrivain, plus connu pour avoir été le conseiller juridique et bras droit du président américain John Fitzgerald Kennedy et l'auteur des plus grands discours de ce dernier. Sorensen est également l'auteur de la célèbre biographie Kennedy, publiée en 1965. Il a soutenu la candidature de Barack Obama lors des élections présidentielles américaines.

## Pacifisme
Il est objecteur de conscience pendant la guerre de Corée. Il inspire à John Kennedy la lettre à Nikita Khrouchtchev qui contribue, en 1962, au dénouement de la crise des missiles de Cuba. Selon Le Monde, il n'a pas renié ses convictions pacifistes.

## Livres de Ted Sorensen
- Profiles in Courage avec John Kennedy (1957) (Prix Pulitzer)
- Decision-making in the White House (1963)
- Kennedy (1965)
- The Kennedy Legacy (1969)
- Watchmen in the Night: Presidential Accountability After Watergate (1975)
- A Different Kind of Presidency: A Proposal for Breaking the Political Deadlock (1984)
- Let the Word Go Forth: The Speeches, Statements and Writings of John F. Kennedy, 1947-1963 (1988)
- Why I Am a Democrat (1996)
- Counselor: A Life at the Edge of History (2008)

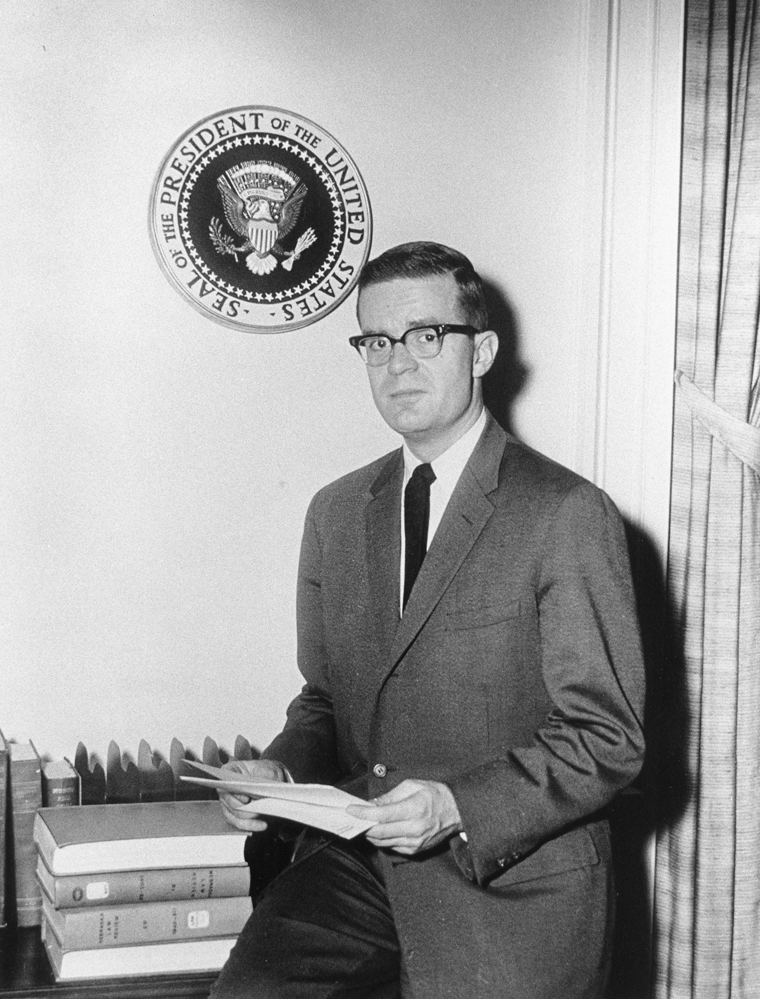
Photo de Sorensen durant la présidence Kennedy.

## Dans la culture populaire
En 2016, il est interprété par Brent Bailey (en) dans le film LBJ de Rob Reiner.